# الخربه (البيضاء)
الخربه هي إحدى قرى الجمهورية اليمنية. وهي تتبع جغرافيًا لمحافظة البيضاء. وإداريًا لمديرية الصومعة. يبلغ تعداد سكانها 1131 نسمة حسب الإحصاء الذي جرى عام 2004.